# 箕面学園福祉保育専門学校
箕面学園福祉保育専門学校（みのおがくえんふくしほいくせんもんがっこう）は、大阪府箕面市・池田市にある保育や福祉に関する専修学校である。運営母体は、学校法人箕面学園。

## 沿革
- 1946年3月 - 財団法人箕面高等女学校による箕面高等女学校設置認可、開校
- 1949年4月 - 箕面学園附属幼稚園設置
- 1951年3月 - 学校法人箕面学園に組織変更
- 1953年4月 - 大阪学芸大学の指導により、箕面学園幼稚園教員養成所（夜間部）として開設
- 1956年4月 - 箕面学園幼稚園教員養成所を箕面学園保育専門学校に改称
- 1971年4月 - 昼間部を設置
- 1987年4月 - 箕面学園福祉保育専門学校と改称。老人福祉科を開設
- 1998年4月 - 従前の校地とは別に大阪府池田市に「池田キャンパス」を開設し、作業療法学科を増設する（従前の校地を「箕面キャンパス」とする）
- 1999年4月 - 老人福祉科を介護福祉科に改称

## 学科
- 保育科
- 介護福祉科
- 作業療法学科

## 所在地
- 〒562-0001 大阪府箕面市箕面7-7-31（保育科・介護福祉科）
- 〒563-0037 大阪府池田市八王寺1-1-25（作業療法学科）

## 系列校
- 箕面学園高等学校
- 箕面学園附属幼稚園